# Dragon (Donjons et Dragons)
Pour les articles homonymes, voir Dragon.
Cet article traite des dragons spécifiques à Donjons et dragons. Pour l'article général, voir dragon (mythologie).
Dans le jeu de rôle Donjons et Dragons, la figure du dragon représente l'une des créatures les plus emblématiques de cet univers de fiction heroic fantasy.
Dans cet univers, les dragons sont connus et redoutés pour leur ruse prédatrice et leur magie, les dragons les plus anciens étant comptés parmi les créatures les plus puissantes du jeu.

## Présentation
Dans Donjons et Dragons, de nombreuses créatures — notamment les wyvernes et les pseudodragons — ont du sang draconique. Cependant, les seuls « vrais dragons » sont les créatures entrant dans les deux grandes catégories qui sont celles des dragons « chromatiques » et des dragons « métalliques ».
Les dragons chromatiques (noir, bleu, vert, rouge et blanc notamment) représentent le mauvais côté de la race draconique. Agressifs, gourmands, vains, fourbes et cruels, ce sont des sages noirs et de puissants tyrans redoutés par toutes les créatures, y compris les unes les autres. La principale divinité des dragons chromatiques (d'alignement mauvais) est Tiamat (en), la Reine Dragon.
Les dragons chromatiques convoitent les trésors (surtout monétaires), et cette cupidité colore tous leurs schémas de pensée et intrigues. Croyant que la richesse du monde leur appartient de droit, les dragons chromatiques s'en saisissement sans égard pour les humanoïdes et autres créatures qui les ont « volés ». Composé de piles de pièces de monnaie, de gemmes étincelantes et d'objets magiques variés, le trésor d'un dragon est une légende en lui-même.
A contrario, les dragons métalliques (airain, bronze, cuivre, or et argent notamment) incarnent le bon côté de la race draconique. Ils préservent et protègent, se considérant comme faisant partie d'une race puissante parmi les nombreuses races qui existent dans le monde. La principale divinité des dragons métalliques (d'alignement bons et neutres) est Bahamut (en), le dragon de platine.
À un certain moment de leur longue vie (les dragons pouvant vivre plusieurs millénaires), les dragons métalliques acquièrent la capacité magique d'assumer physiquement la forme d'humanoïdes ou de bêtes. Lorsqu'ils apprennent à se déguiser de cette façon, les dragons métalliques obéissent inévitablement à l'envie d'aller s'immerger au sein d'autres cultures pendant un certain temps. Cependant, certains dragons sont trop timides ou paranoïaques pour s'éloigner de leurs repaires et laisser leurs trésors chéris sans protection. Mais parmi les dragons les plus audacieux, beaucoup n'hésitent pas à aller se promener dans les rues des villes humaines sous une forme humanoïde, s'imprégnant de la culture et de la cuisine locales et s'amusant en observant comment vivent les « petites » races.

## Types
Parmi la pléthore de races draconiques, les plus représentatifs sont les « dragons véritables » ou « vrais dragons ». Ils représentent les formes les plus courantes des dragons sur le plan Matériel primaire (la réalité principale de l'univers de Donjons et Dragons, où se trouve notamment la Terre et où évoluent les personnages joueurs).
Il existe deux genres principaux de dragons véritables, les chromatiques et métalliques, qui s'opposent dans l'axe Bien-Mal dans le concept d'alignement propre à Donjons & Dragons :
- les dragons chromatiques, nommés d'après des couleurs, sont maléfiques[1] ;
- les dragons métalliques, nommés d'après les métaux, sont bons (ou neutres) de nature[1].

Dans des suppléments ultérieurs du jeu, on voit l'apparition d'autres types de dragons, qui sont regroupés en familles distinctes, avec notamment :
- les dragons cristallins qui font la balance entre leurs cousins et qui sont les plus avares de toutes les familles ;
- les dragons orientaux qui ne sont pas souvent utilisés au cours des parties non-orientales. Ils sont considérés comme des sortes de dieux ;
- les dragons épiques, etc.

### Dragons chromatiques

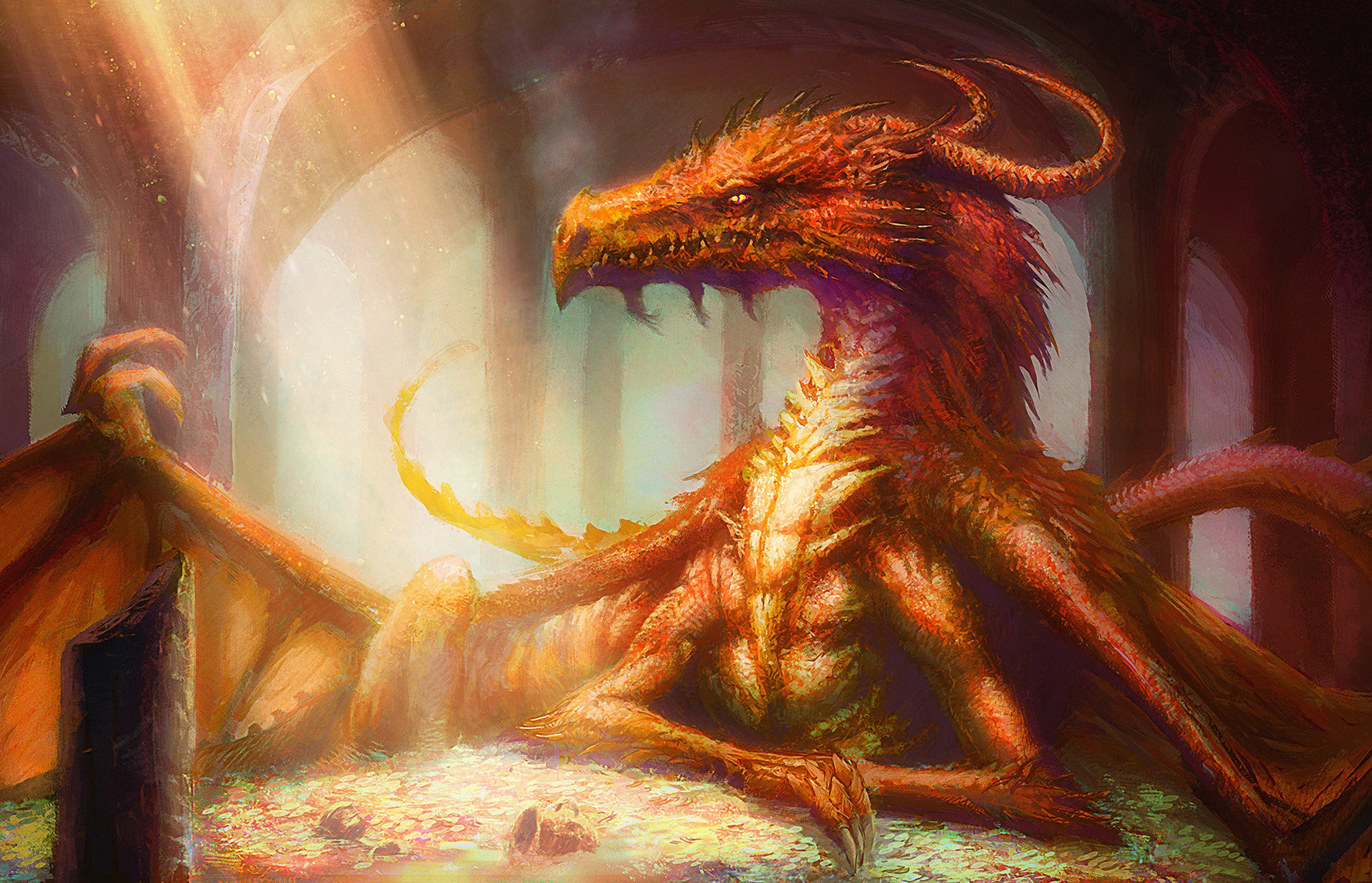
Illustration d'un dragon rouge (ici Smaug), allongé sur son trésor.

Les dragons chromatiques sont généralement mauvais, cupides et dangereux. Dans l'ordre croissant de puissance, elle comprend :
- dragon blanc, vivant dans les montagnes froides, soufflant un cône de froid ;
- dragon noir, vivant dans les marécages chauds, crachant un trait d'acide ;
- dragon vert, vivant dans les forêts tempérées, soufflant un nuage de poison ;
- dragon bleu, vivant sur les côtes tempérées, crachant une ligne d'électricité ;
- dragon rouge, vivant dans les montagnes chaudes, crachant un cône de feu ;
- dragon brun, vivant dans les déserts, utilise son milieu (le désert) pour créer un tourbillon de sable tuant ainsi ses ennemis ;
- dragon gris, vivant dans les montagnes et les rocs, crachant une décharge d'acide.

### Dragons métalliques
Ce sont a priori des créatures bienveillantes, bien qu'ils puissent se révéler des créatures dangereuses. Dans l'ordre croissant de puissance, cette famille comprend :
- dragon de bronze, vivant dans les eaux chaudes, crachant une ligne de foudre ;
- dragon de cuivre, vivant dans les collines chaudes, crachant un trait d'acide ;
- dragon d'airain, vivant dans les collines tempérées, crachant une décharge d’énergie ;
- dragon d'argent, vivant dans les montagnes tempérées, soufflant un cône de froid ;
- dragon d'or, vivant dans les plaines chaudes (avec un apparence similaire aux dragons asiatiques), soufflant du feu.

### Dragons cristallins
Dans l'ordre croissant de puissance, elle comprend :
- dragon de saphir, vivant dans les souterrains des plans intérieurs, soufflant un cône d'énergie sonique ;
- dragon de cristal, vivant dans les montagnes froides et tempérées des plans intérieurs, soufflant un cône de lumière pure ;
- dragon d'émeraude, vivant, comme le précédent, dans les souterrains des plans intérieurs, soufflant un cône d'énergie sonique ;
- dragon de topaze, vivant dans les milieux aquatiques des plans intérieurs, soufflant un cône de déshydratation (faisant évaporer plusieurs centaines de litres d'eau où il souffle, dépendant de son âge) ;
- dragon d'améthyste, vivant dans les souterrains des plans intérieurs, crachant un trait de force contondante (comparable à un énorme bâton invisible).

### Dragons épiques
Il existe aussi des dragons bien plus puissants et gigantesques (leurs œufs ont la taille d'une chaumière). Ceux-ci vieillissent deux fois plus lentement que les autres dragons. Ces dragons épiques sont :
- les dragons de force, vivant loin de toute civilisation, et devenant presque invisibles avec l'âge ;
- les dragons prismatiques, vivant plus près des civilisations, ils sont d'un abord plus agréable que les dragons de force ;
- les dragons du temps, apparus dans le Dragon Magazine no 359, qui peuvent arrêter le temps et le modifier à leur guise.

## Évolution
Contrairement aux autres créatures de Donjons et Dragons qui sont évaluées par leurs dés de vie, l'évolution des dragons se décrit en douze catégories d'âge qui représentent le degré de croissance des dragons. Aussi, ce dernier continue toujours à grandir jusqu'à la catégorie d'âge de « dracosire » (great wyrm) et « grand dracosire » où il atteint le summum de son développement.
La nomenclature en fonction de l'âge est la suivante :
- les dragonnets (wyrmling) sont les dragons qui ont moins de six ans ;
- les très jeunes dragons sont ceux dont l'âge est compris entre 6 et 15 ans ;
- les jeunes ont entre 16 et 25 ans ;
- les adolescents ont, eux, entre 26 et 50 ans ;
- les jeunes adultes sont âgés d'entre 51 et 100 ans ;
- les adultes ont entre 101 et 200 ans ;
- les dragons d'âge mûr ont un âge compris entre 201 et 400 ans ;
- les vieux dragons sont situés entre 401 et 600 ans ;
- les très vieux dragons ont entre 601 et 800 ans ;
- les dragons vénérables ont entre 801 et 1000 ans ;
- les dracosires (great wyrm) sont des dragons qui ont de 1001 à 1200 années d'existence ;
- les grands dracosires sont les rares dragons qui ont passé le cap des 1201 ans ;
- les dracoliches sont des dragons-morts-vivants, comparables aux liches de cet univers.

Le supplément Les Campagnes légendaires propose une évolution continue après le stade de grand dracosire.[réf. souhaitée]

## Accueil
Les dragons tiennent d'emblée une place très importante dans Donjons et Dragons et en deviennent la créature la plus représentative. Les classements des monstres les plus fameux du jeu sur les sites spécialisés le classent parmi les toutes premières places. Un classement paru en 2021 dans The Gamer le classe premier. En 2022, le site CBR estime que les dragons « sont la créature la plus étroitement liée au jeu » et indique que la créature la plus représentée sur les couvertures des ouvrages du jeu est le dragon rouge ; il classe première la dragonne Tiamat, qui apparaît dans plusieurs campagnes,. En 2023, GameRant classe les dragons deuxième monstre le plus représentatif du jeu après le tyrannœil. 
Ce statut éminent des dragons s'explique en partie par leur niveau de puissance, qui les place parmi les adversaires les plus redoutables qu'une compagnie d'aventuriers puisse rencontrer dans le jeu, les plus puissants parmi les dragons restant les dragons rouges dracosires qui figurent fréquemment sur les couvertures des ouvrages du jeu. 
En 2022, la marque de jeu de construction Lego lance un concours pour une boîte à thème Donjons et Dragons,. La boîte qui en résulte, sortie en mars 2024, met en scène deux créatures issues du jeu : un dragon rouge et un tyrannœil, dans un château divisé en multiples niveaux,. 

## Analyse
Selon Daisy de Palmas Jauze, le jeu Donjons et Dragons a contribué à mettre fortement en avant la figure du dragon dans le sous-genre de l'heroic fantasy à travers l'imbrication entre le jeu et les séries de romans dérivés de ses univers, qui à leur tour ont inspiré d'autres auteurs et médias comme le cinéma ; selon elle, cela finit par déboucher sur l'émergence d'un nouveau sous-genre de la fantasy qu'elle nomme la dragon fantasy. Selon l'analyse de Lionel Davoust dans le Dictionnaire de la fantasy en 2018, l'univers de Donjons et Dragons est, avec la Terre du Milieu de Tolkien, l'un des deux univers de fantasy qui ont contribué à ériger la figure du dragon comme adversaire ultime des héros et héroïnes. Les univers de Donjons et Dragons ont influencé le genre en installant l'idée que « le genre draconique se décline en une multitude de races : dragons bons et mauvais, métalliques et chromatiques, dotés de pouvoirs et d'intentions variables ».

### Sources primaires
- (en) Deborah Christian (éditrice), Bestiary of Dragons and Giants (en) (module AC10, pour Dungeons & Dragons (édition de base) (en)), illustration de la couverture par Larry Elmore, TSR, 1987, 64 p.
- (en) James Wyatt (en) et Rob Heinsoo, Monstrous Compendium (en): Monsters of Faerun (pour Advanced Dungeons & Dragons 2e édition), Wizards of the Coast, 2001.
- (en) Andy Collins, Skip Williams et James Wyatt, Draconomicon (en) (à partir de Advanced Dungeons & Dragons 2e édition, éditions multiples pour les différentes versions du jeu), Wizards of the Coast, 2003.

### Sources secondaires
- Anne Besson (dir.), Dictionnaire de la fantasy, Vendémiaire, 2018
- Daisy de Palmas Jauze, La figure du dragon : des origines mythiques à la Fantasy et à la Dragon Fantasy anglo-saxonnes contemporaines (thèse de doctorat en littérature anglo-saxonne menée sous la direction de Sophie Geoffroy), Université de la Réunion, faculté des lettres et des sciences humaines, Université de la Réunion, 2010, 544 p. (lire en ligne)